# Article 50 del Tractat de la Unió Europea
L'Article 50 del Tractat de la Unió Europea és part del dret de la Unió Europea que estableix el procediment pel qual un Estat membre es pot retirar de la Unió Europea si així vol fer-ho. El Tractat de Lisboa va establir per primera vegada aquest procediment en 2007. El seu ús es va debatre àmpliament després del referèndum celebrat al Regne Unit el 23 de juny de 2016, en què la majoria dels votants van afavorir la retirada del Regne Unit de la Unió Europea.
Un cop iniciat l'article 50, hi haurà un termini de dos anys per concloure les negociacions. Si les negociacions no aconsegueixen arribar a un acord, l'Estat que es retira haurà de seguir les regles de l'Organització Mundial del Comerç sobre aranzels. Aquest procés generalment s'accepta per tal que els costos que s'aplicarien en el tractat de comerç serien proporcionalment molt més grans per a l'estat separatista individual que per a la resta del bloc de la UE.
Aquest article va ser utilitzat pel Regne Unit el 29 de març de 2017.

## Disposicions
L'article 49A del Tractat de Lisboa, que va entrar en vigor l'1 de desembre de 2009, va introduir per primera vegada un procediment perquè un Estat membre es retiri voluntàriament de la UE. Això s'especifica a l'article 50 del Tractat de la Unió Europea, que estableix que:
- Tot Estat membre podrà decidir retirar-se de la Unió d'acord amb els seus propis requisits constitucionals.
- L'Estat membre que decideixi retirar-se notificarà al Consell Europeu la seva intenció. A la llum de les orientacions establertes pel Consell Europeu, la Unió negociarà i celebrarà un acord amb l'Estat esmentat, en el qual s'estableixin les modalitats de la seva retirada, tenint en compte el marc de la seva futura relació amb la Unió. Aquest acord es negociarà de conformitat amb l'article 218, apartat 3, del Tractat de Funcionament de la Unió Europea. Se celebrarà en nom de la Unió pel Consell [de la Unió Europea], per majoria qualificada, prèvia aprovació del Parlament Europeu.
- Els Tractats deixaran d'aplicar a l'Estat de què es tracti a partir de la data d'entrada en vigor de l'acord de retirada o, si no, dos anys després de la notificació esmentada en l'apartat 2, llevat que el Consell Europeu, d'acord amb l'Estat membre interessat, Decideix per unanimitat prorrogar aquest termini.
- A l'efecte dels apartats 2 i 3, el membre del Consell Europeu o del Consell que represente l'Estat membre que es retiri no participarà en els debats del Consell o del Consell Europeu ni en les decisions que l'afectin. La majoria qualificada es definirà de conformitat amb la lletra b) de l'apartat 3 de l'article 238 del Tractat de Funcionament de la Unió Europea.
- Si un Estat que s'ha retirat de la Unió demana que es reuneixi, la seva sol·licitud estarà subjecta al procediment a què es refereix l'article 49.

## Procés

### Invocació als Estats membres
L'article 50 del Tractat de la Unió Europea estableix que "tot Estat membre podrà decidir retirar-se de la Unió de conformitat amb els seus propis requisits constitucionals". Quan un Estat membre hagi notificat al Consell Europeu la seva intenció d'abandonar la UE, Comença un període durant el qual es negocia un acord de sortida en el qual s'estableixen les disposicions per a la retirada, i es descriu la futura relació del país amb la Unió. Llavors es negociaria un acord de retirada entre la Unió i aquest Estat.
La cobertura a The Guardian explicava que l'article 50 només podia ser invocat pels països membres de la UE, tot i que les negociacions no havien de ser celebrades fins a la invocació.
Per tant, la resta de membres de la UE haurien d'emprendre negociacions per gestionar el canvi en els pressupostos de la UE, les assignacions de vots i les polítiques derivades de la retirada de qualsevol Estat membre.
Aquesta disposició no s'aplica a determinats territoris d'ultramar que, d'acord amb l'article 355 del TFUE, no requereixen una revisió completa del Tractat.

### Després del procés d'invocació
Els tractats deixin d'aplicar-a l'Estat membre afectat a l'entrada en vigor de l'acord de sortida o, a falta d'aquest acord, dos anys després que l'Estat membre hagi notificat al Consell Europeu la seva intenció d'anar-se'n, tot i que aquest període pot ser Prorrogat per unanimitat del Consell Europeu. El període de dos anys en què es negocien els termes de l'acord de retir es coneix com a període d'extinció.
L'acord de sortida és negociat en nom de la UE pel Consell de la Unió Europea i ha d'establir les modalitats de retirada, inclòs un marc per a la futura relació de l'Estat membre amb la UE. L'acord serà aprovat pel Consell de la UE, per majoria qualificada, prèvia aprovació del Parlament Europeu. Perquè l'acord sigui aprovat pel Consell de la UE, ha de ser aprovat per almenys el 72 per cent dels Estats membres que continuen representant almenys el 65 per cent de la seva població.
Aquest sistema permet un retir negociat, a causa de les complexitats de sortir de la UE (especialment pel que fa a l'euro). No obstant això, inclou en ella una forta implicació d'un dret unilateral a retirar-se. Això es deu al fet que un Estat decidirà retirar-se "de conformitat amb els seus propis requisits constitucionals" i que la finalitat de l'aplicació dels tractats en un estat retirat no depèn de què s'arribi a un acord (això ocorreria després de dos anys).
La resta de membres de la UE també haurien d'emprendre negociacions sobre la manera d'introduir els canvis necessaris en els pressupostos, les assignacions de vots i les polítiques de la UE.

### Reingrés
En cas que un antic Estat membre pretengui tornar a integrar-se en la Unió Europea, estaria subjecte a les mateixes condicions que a qualsevol altre país candidat.